# 巴拿馬滙豐銀行
巴拿馬滙豐銀行（英語：HSBC Bank (Panama) S.A.）主要在巴拿馬從事個人銀行、公司銀行及保管業務，總部設在巴拿馬首都巴拿馬城。

## 歷史
香港上海滙豐銀行於1972年在巴拿馬城開設代表處，並分別在1973年及1993年獲發在巴拿馬城與科隆自由貿易區使用的持牌銀行牌照。
2000年滙豐收購美國大通銀行在巴拿馬業務，2005年滙豐收購早在1986年已經進入巴拿馬個人貸款市場的消費貸款企業Financomer。2006年11月滙豐收購Grupo Banistmo──一間業務遍佈中美洲的哥倫比亞、哥斯達黎加、薩爾瓦多、洪都拉斯及尼加拉瓜等先前業務從未開發的國家，2007年巴拿馬滙豐銀行與Grupo Banistmo完成合併，但不包括Grupo Banistmo的子公司Primer Banco del Istmo。2013年2月哥伦比亚银行宣布以21亿美元并购汇丰银行（巴拿马），并更名为Banistmo银行，一举成为巴拿马第一大银行。

## 相關
- 滙豐
- Primer Banco del Istmo